# César Nombela Cano
César Nombela Cano   (Carriches, 6 de novembre de 1946 - Madrid, 14 d'octubre de 2022) va ser un científic espanyol del camp de la microbiologia que va realitzar recerques sobre microorganismes patògens. Compaginava la labor acadèmica amb la gestió d'organismes científics. Del 1996 al 2000, va presidir el Consell Superior d'Investigacions Científiques i del 2013 fins a la mort va ser rector de la Universitat Internacional Menéndez Pelayo.

## Biografia
Va estudiar a l'Institut Ramiro de Maeztu de Madrid i es va llicenciar en Farmàcia i Ciències Químiques en la Universitat Complutense de Madrid i el 1972 es va doctorar en la Universitat de Salamanca. En els següents tres anys va treballar en la Universitat de Nova York amb Severo Ochoa i a l'Institut Roche de Biologia Molecular.
El 1975 va tornar a Espanya, va ingressar en l'Institut de Microbiologia Bioquímica del CSIC a Salamanca i més tard a la Universitat Complutense, on va obtenir la càtedra de Microbiologia en el Departament de Microbiologia II de la Facultat de Farmàcia. De 1996 a 2000 va presidir el CSIC. També va presidir el Consell Nacional d'Especialitats Farmacèutiques i la Federació Europea de Societats de Microbiologia, entre altres organismes. Pertanyia a l'Academia Europæa i el 2006 va ser nomenat acadèmic de nombre de la Reial Acadèmia Nacional de Farmàcia.
Creador i director del Centre de Seqüenciació Automatitzada d'ADN de la Universitat Complutense. President de la Fundació Carmen i Severo Ochoa per nomenament testamentari del Nobel.
A més de la labor gestora i de recerca, va prestar assessorament en bioètica des del Comitè Assessor d'Ètica per a la Recerca Científica i Tecnològica, del que va ser President (2002-2005), i el Comitè de Bioètica de la Unesco, entre d'altres.
L'any 2007 fou escollit per formar part del primer Comitè de Bioètica d'Espanya. En gener de 2013 va ser nomenat rector de la Universitat Internacional Menéndez Pelayo.

## Publicacions
És autor de més de 180 treballs de recerca original, director de més 25 tesis doctorals, publicà també articles de divulgació i debat públic en àrees com la bioètica, la política universitària i la política científica.
- Nombela, César. Células madre, encrucijadas biológicas para la medicina.  Editorial Edaf, 2007. ISBN 978-84-414-1823-3.
- Nombela, César. El conocimiento científico como referente político en el siglo XXI.  Fundación BBVA, 2004. ISBN 978-84-95163-89-9.
- Snyder, M.; Nombela, César. Signal transduction pathaways essential for yeast morphogenesis.  Instituto Juan March, 1995. ISBN 978-84-7919-535-9.
- Baquero, Fernando; Nombela, César; Cassell, Gail H.; Gutierrez-Fuentes, José A.. Evolutionary Biology of Bacterial and Fungal Pathogens.  ASM Press. Washington, DC, 2008. ISBN 978-1-55581-414-4.

- César Nombela Cano, Carlos Simón Vallés. Células madre.  CSIC, 2010. ISBN 9788400091873.
- Conrado Giménez, Fernando de Haro, César Nombela, Mónica López Barahona. Vive, vive siempre.  Ediciones Encuentro, 2009. ISBN 9788474909944.